# Costanza Manfredini
Costanza Manfredini (Como, 16 luglio 1988) è un'ex pallavolista italiana, di ruolo schiacciatrice e opposto.

## Carriera

### Club
La carriera di Costanza Manfredini inizia nelle giovanili del Pro Patria Milano nel 2000, per poi passare alla squadra federale del Club Italia nel 2004.
Nella stagione 2006-07 viene ingaggiata dal Sassuolo, in Serie A2, categoria dove milita anche nella stagione successiva con il Villanterio. Nell'annata 2008-09 ritorna al Pro Patria Milano, in Serie B1: disputa la terza divisione del campionato italiano anche nella stagione 2009-10, con il Reggio Emilia, e nella stagione 2010-11, con il Castellanza.
Torna in Serie A2 per il campionato 2011-12 firmando per il Terre Verdiane di Fontanellato, a cui resta legata per due annate. Nella stagione 2013-14 esordisce in Serie A1 vestendo la maglia della neopromossa AGIL di Novara.
Nell'annata 2014-15 gioca nella Beng Rovigo, in Serie A2, mentre in quella seguente è al New Libertas di Aversa: a campionato in corso tuttavia si trasferisce al Chieri '76, sempre in serie cadetta. In Serie A2 difende i colori del Soverato nella stagione 2016-17, annata in cui risulta essere la seconda miglior realizzatrice della regular season alle spalle di Camilla Mingardi, nuovamente quelli della formazione di Chieri nella stagione 2017-18, con cui conquista la promozione in Serie A1, quelli dell'Adolfo Consolini di San Giovanni in Marignano in quella 2018-19, per accasarsi infine, per l'annata 2019-20 all'Olimpia Teodora di Ravenna: al termine del campionato annuncia il suo ritiro dall'attività agonistica.

### Nazionale
Nel 2005 viene convocata nella nazionale italiana under 18, con cui si aggiudica la medaglia di bronzo sia al campionato europeo che al campionato mondiale di categoria. Nel 2006 è nella nazionale under 19, vincendo l'oro al campionato europeo. Nel 2007 partecipa al campionato mondiale con la nazionale under 20, chiuso al quinto posto.

## Palmarès

### Nazionale (competizioni minori)
- Campionato europeo under 18 2005
- Campionato mondiale under 18 2005
- Campionato europeo under 19 2006